# Хайнерсдорф
Ха́йнерсдорф (нем. Hainersdorf) — коммуна в Австрии, в федеральной земле Штирия. 
Входит в состав округа Фюрстенфельд.  Население составляет 685 человек (на 31 декабря 2005 года). Занимает площадь 17,32 км².

## Политическая ситуация
Бургомистр коммуны — Херберт Росман (АНП) по результатам выборов 2005 года.
Совет представителей коммуны (нем. Gemeinderat) состоит из 9 мест.
- АНП занимает 6 мест.
- Партия Hainersdorfer BL занимает 3 места.